# Matteo 15

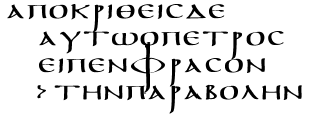
Matteo 15,15 su una parte dell'Onciale 0237, del VI secolo.

Matteo 15 è il quindicesimo capitolo del vangelo secondo Matteo nel Nuovo Testamento. Il capitolo contiene ancora delle nozioni sul ministero di Gesù in Galilea.

## Testo
Il testo originale era scritto in greco antico. Il capitolo è diviso in 39 versetti.

### Testimonianze scritte
Tra le principali testimonianze documentali di questo capitolo vi sono:
- Codex Vaticanus (325-350)
- Codex Sinaiticus (330-360)
- Codex Bezae (~400)
- Codex Washingtonianus (~400)
- Codex Ephraemi Rescriptus (~450)
- Codex Purpureus Rossanensis (VI secolo)
- Codex Petropolitanus Purpureus (VI secolo; versetti 14-31)
- Codex Sinopensis (VI secolo; versetti 11-39)
- Onciale 0237 (VI secolo; versetti 12-15,17-19)

## Struttura
Il capitolo può essere diviso nel seguente modo:
- Discorso sulla contaminazione (15,1–20)
- Guarigione della figlia della Cananea (15,21–28)
- Guarigioni al monte (15,29-31)
- Nutrire i 4000 (15,32–39)

## I luoghi
Gran parte degli eventi raccontati in questo capitolo hanno luogo in Galilea. Il versetto 1 si riferisce a scribi e farisei che sono venuti da Gerusalemme. L'ordine delle parole è "scribi e farisei" nel Textus Receptus, ma altre edizioni critiche riportano al contrario "farisei e scribi". Il teologo Johann Bengel ha notato come questi eventi non possono essere accaduti durante il periodo della festa ebraica di Pesach in quanto tali figure sarebbero certamente rimaste a Gerusalemme.
I versetti 21 - 28 si riferiscono ad un'escursione fatta da Gesù e dal suo gruppo di discepoli nella regione di Tiro e Sidone, dopo la quale Gesù fece ritorno in Galilea, presso il Mare di Galilea verso una montagna sulla sponda orientale del lago.
In chiusura al capitolo egli "se ne andò sulla barca, e si portò nella regione di Magdala" o Magadan. Secondo Edward H. Plumptre nel Commentario del vescovo anglicano Charles Ellicott, "i migliori [manoscritti] danno la lettura di Magadan. Il passaggio parallelo del vangelo secondo Marco da (nella maggioranza dei manoscritti) un nome differente al luogo, Dalmanutha.